# We Want the Airwaves
We Want the Airwaves – singel zespołu Ramones promujący album Pleasant Dreams, wydany w 1981 przez wytwórnię Sire Records.

## Lista utworów
1. „We Want the Airwaves” (Joey Ramone) – 3:22
2. „You Sound Like You're Sick” (Dee Dee Ramone) – 2:42

## Skład
- Joey Ramone – wokal
- Johnny Ramone – gitara, wokal
- Dee Dee Ramone – gitara basowa, wokal
- Marky Ramone – perkusja

Gościnnie:
- Dick Emerson – instr. klawiszowe